# Mogambo
Mogambo és una pel·lícula estatunidenca dirigida per John Ford i estrenada l'any 1953. Fou doblada al català.

## Argument
Vic Marshall és un caçador que viu d'organitzar safaris a l'Àfrica. Organitza una expedició al país de goril·les amb uns personatges conflictius: la corista Eloise, a qui un maharajà, que s'havia de dur a un altre safari, ha deixat penjada, i el matrimoni britànic format pel despistat antropòleg Donald Nordley i la seva jove esposa, Linda. Tothom, llevat de Nordley, s'adona que Vic i Linda s'agraden, però ell no ho veu fins que Linda dispara contra el caçador en un atac de gelosia a causa d'Eloise. El matrimoni abandona el safari, i això propicia que es manifestin clarament els sentiments entre Vic i Eloise.

## Repartiment
- Clark Gable: Victor Marswell
- Ava Gardner: Eloise Y. Honey Bear Kelly
- Grace Kelly: Linda Nordley
- Donald Sinden: Donald Nordley
- Philip Stainton: John Brown-Pryce
- Eric Pohlmann: Leon Boltchak
- Laurence Naismith: El comandant
- Denis O'Dea: El pare Joseph

## Recepció

### Espanya
En el doblatge espanyol de 1953, el codi de censura cinematogràfica del franquisme va fer que canviessin els diàlegs de la pel·lícula per evitar que es produís adulteri en l'argument, i va convertir així als personatges de Grace Kelly i Donald Sinden en germans, en comptes d'un matrimoni. Aquesta distorsió no es va produir en els països hispanoamericans, on les pel·lícules estatunidenques no es presentaven doblades sinó que amb subtítols i banda sonora original.

### Argentina
A l'Argentina aquesta pel·lícula va donar origen al malnom de «goril·les», terme desqualificatiu que el peronisme va usar per designar els seus opositors i que després es va generalitzar a les persones antiperonistes. Tot plegat va succeir cap el 1955 quan, a l'estrena local de Mogambo, es feien paròdies de pel·lícules en un programa humorístic de ràdio: «La Revista dislocada». En la corresponent paròdia un personatge repetia contínuament, amb accent porteny, la frase de la pel·lícula, «Deuen ser els goril·les, deuen ser ...». En cercles de militars i civils que conspiraven contra el primer govern del general Juan Domingo Perón, es va atribuir aquesta frase als funcionaris de govern, que suposadament la pronunciaven davant de cada fet sospitós d'atemptat que es produís durant aquells dies. Els revolucionaris d'ideologia més antiperonista van reivindicar orgullosament per a si mateixos el malnom de «goril·les». Durant la dècada de 1970, els montoneros titllaven de goril·les als sindicalistes peronistes de dreta (Què passa general que està ple de goril·les el govern popular?).

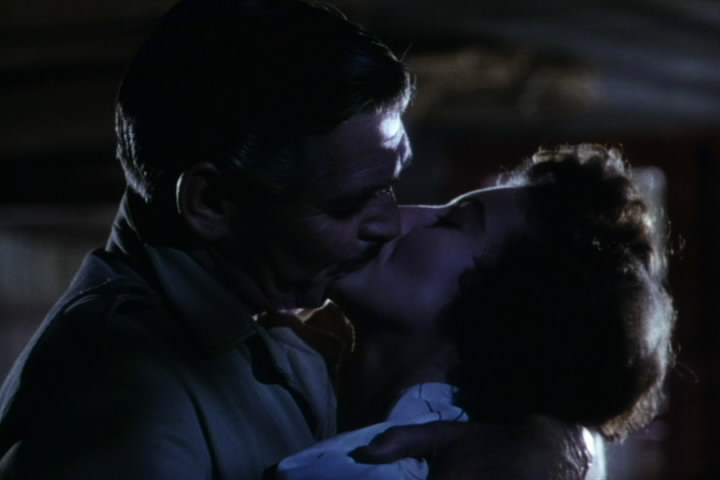
Clark Gable i Ava Gardner
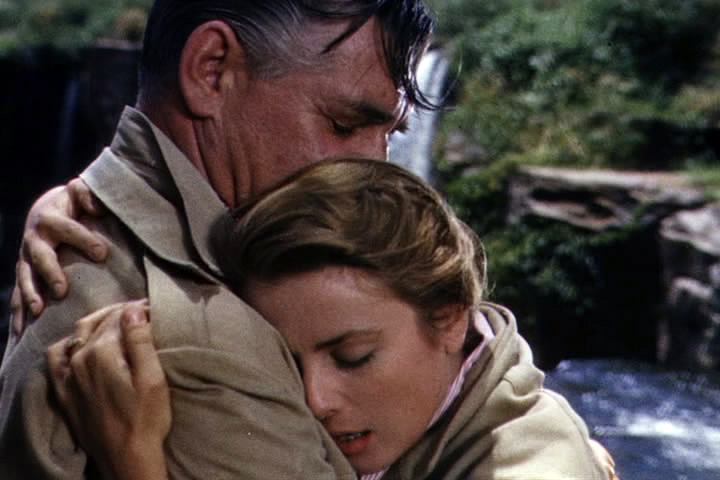
Clark Gable i Grace Kelly
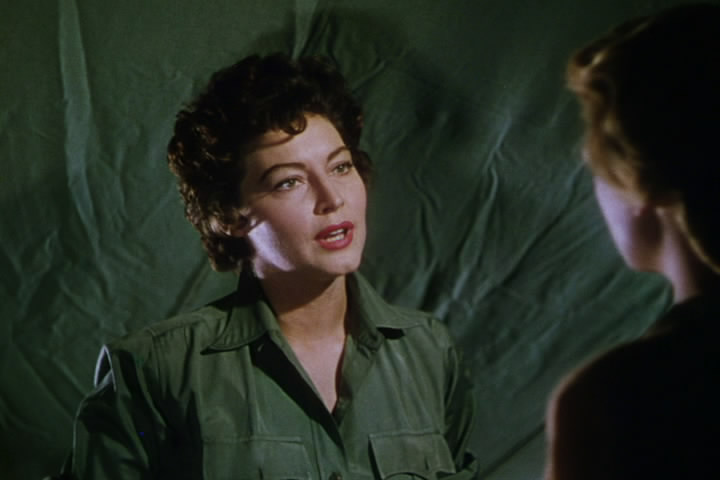
Ava Gardner i Grace Kelly